# Nikola Tanhofer
Nikola Tanhofer (geboren 25. Dezember 1926 in Sesvete; gestorben 24. November 1998 in Zagreb) war ein jugoslawisch-kroatischer Filmregisseur. 

## Werk
Sein erster Film als Regisseur Nije bilo uzalud wurde auf der Berlinale 1957 gezeigt. Der im darauffolgenden Jahr entstandene Spielfilm H-8 gilt als sein Meisterwerk und wurde mit einer goldenen Arena auf dem Filmfestival von Pula ausgezeichnet. Weitere erwähnenswerte Filme von Tanhofer sind Osma vrata (1959) und Sreća dolazi u 9 (1961), die ersten jugoslawischen phantastischen Filme, sowie Dvostruki obruč (1963) und Svanuće (1964). Nach der Regie von Bablje ljeto (1970) nahm er einen Lehrauftrag an der Akademie für Theater, Film und Fernsehen in Zagreb an.

## Filmografie (Auswahl)
- 1950: Die blaue 9 (Plavi 9)
- 1957: Der Arzt im Moor (Nije bilo uzalud)
- 1958: H-8
- 1958: Klempo
- 1959: Osma vrata
- 1961: Sreća dolazi u 9
- 1963: Dvostruki obruč
- 1964: Svanuće
- 1970: Bablje ljeto